# Чавсва II
Чавсва I (*бірм. လေးစီးရှင် ကျော်စွာ; 1328 — 19 березня 1359) — 5-й володар царства Пінья у 1350—1359 роках. Був відомий як Лай-зі Шин («Володар чотирьох білих слонів») за 4 білих слонів, успадкованих від його батька.

## Життєпис
Походив з шанської М'їнсаїнської династії. Другий син Чавсви I і Атули Сандадеві (доньки паганського царя Сохніта). Народився 1328 року в Пінле. Тут здобув освіту та виховання. Перебрався до Піньї у 1344 році, коли батько здобув повну владу в державі. 1348 або 1349 року призначений спадкоємцем трону через нездатність старшого брата Узани через паралізовані ноги. Це спричинило повстання стрийка Наврати, що ззанав поразки та втік до держави Сікайн.
У грудні 1350 року спадкував владу. Прийняв тронне ім'я Тірітрі Бхаванадітья Паварадхаммаяза. Продовжив політику попередника, не намагався посилити владу над своїми найпівденнішими васалами П'ї і Таунгу, що стали практично незалежними. Невдовзі повстав Свасоке, сукрі (намісник) Яметіна, повстав, зазнав поразки й втік до Сікайна. Втім Чавсва II не став воювати проти останнього. 1351 року за посередництва Тадо Хсінхтейн, намісника Тагаунга, уклав мирний договір з Тараб'єю II, царем Сікайну. Можливо обидва правителі були змушені піти на перемир'я через загрозу з боку шанської держави Муанг Мао, яка значно посилилася й стала здійснювати набіги на сусідів. У 1357/1358 роках Чавсва II оженився на Шін Со Ґі з держави Сікайн.
Водночас він знову поновив спроби своїх попередників обмежити землеволодіння буддійських монастирів, вплив яких загрожував монархії. Указ Кявсви II від 12 березня 1359 року, виданий за тиждень до його смерті, є найранішим із відомих землемірів (сіттан). Указ наказував перевірити літичні написи на вільних від податків землях у власності буддійського духовенства.
Разом з тим володар Піньї не мав достатньої кількості людей, щоб допомогти Сікайну захистити його землі. У 1358—1359 роках під час нападу Муанг Мао на Сікайн проти Чавсви II повстав Тхейнгаба, правитель Таунгу, який зрештою напав на регіон Чаусхе. До початку 1359 року війська Муанг Мао прорвали оборону Сікайну й вдерлися до царства Пінья. Ворог розграбував більшу частину володінь Чавсви II. Король помер у березні 1359 під час бойових дій. Трон спадкував його брат Наратху.